# Птенцовые птицы
Птенцо́вые пти́цы, или гнездовы́е пти́цы (лат. Nidicolae [ниди́колэ], также Altrices [а́льтрицес]), — группа птиц, эмбриональный период развития которых непродолжителен (менее трёх недель), а потому птенцы вылупляются из яйца не до конца сформированными: голыми, слепыми, глухими и совершенно неспособными отыскивать корм. Этим они резко отличаются от выводковых птиц. Птенцовые птицы долгое время остаются в гнезде, родители защищают их, согревают и выкармливают, принося пищу в гнездо. Самые заметные представители этой группы — воробьиные.

## Характеристика
Яйцо птенцовых птиц, как и сами они, отличается небольшим размером (менее 20—40 граммов) и малым запасом питательных веществ. Период насиживания в среднем длится две недели, поэтому к моменту вылупления зрение и слух у птенцовых птиц не успевают развиться. У них нет пухового покрова, защищающего от резких перепадов температуры окружающей среды, поэтому птенцы не покидают гнездо, вокруг которого скапливается большое количество помёта и пищевых отходов. В этом плане они более уязвимы, так как хищники легко находят гнездо и, как правило, поедают всех его обитателей сразу. Птенцы вскармливаются родителями на протяжении в среднем трёх недель, а также согреваются ими, пока у них не установится собственная терморегуляция.

## Разнообразие повадок птенцовых птиц
Поведение птенцов различных подгрупп птенцовых птиц имеет свои особенности. Так, у многих певчих птиц (коньки, жаворонки), большинство которых гнездится на земле или в невысоких кустарниках, птенцы покидают гнездо, ещё не научившись летать, в целях безопасности. При этом родители продолжают выкармливать их. У воробьиных птенцы покидают гнездо, едва научившись летать, и продолжают держаться вместе с родителями и вскармливаться ими в течение 2-3 недель, получая при этом название слётки. Особую стратегию развития имеют птенцы кукушек, которые стараются избавиться от всех возможных конкурентов.

## Полувыводковые птицы
Между классическими выводковыми и классическими птенцовыми (воробьиные) группами существует переходная категория полувыводковых птиц, совмещающая черты обеих групп. К ним относятся чайки, птенцы которых появляются с открытыми глазами, хорошо опушёнными, но некоторое время находятся в гнезде, где их выкармливают родители. Ястребиные появляются из яйца опушёнными и зрячими и также вскармливаются родителями. Совиные вылупляются опушёнными, но слепыми, и долгое время находятся в гнезде.